# Fulyán
Fulyán (szlovákul: Fulianka) község Szlovákiában, az Eperjesi kerület Eperjesi járásában.

## Fekvése
Eperjestől 11 km-re északkeletre, a Szekcső-patak partján fekszik.

## Története
1410-ben „Fwlyan” alakban említik először. A nagykaposi uradalom része volt. 1427-ben 9 porta után adózott. A 18. századtól a Dessewffy család birtoka. 1787-ben 40 házában 282 lakos élt.
A 18. század végén Vályi András így ír róla: „FULYÁN. Fulyánka. Tót falu Sáros Vármegyében, földes Ura Kapy Uraság, lakosai ó hitűek, fekszik Eperjestől egy, és 1/4. mértföldnyire. Határjában mind a’ kétféle fája van, legelője szükségekre elég, földgye jó, réttye kétszer kaszáltatik, a’ víz áradás is könnyen elfordíttattathatik határjáról, első Osztálybéli.”
1828-ban 56 házát 421-en lakták. Nagyon kicsi határa volt.
Fényes Elek 1851-ben kiadott geográfiai szótárában így ír a faluról: „Fulyán, orosz falu, Sáros vmegyében, Kapihoz 1/2 órányira: 67 rom., 340 görög kath., 13 zsidó lak. Jó föld és rét; erdő. F. u. Kapy nemzetség. Görög anyaszentegyház.”
1920 előtt Sáros vármegye Eperjesi járásához tartozott.

## Népessége
| Év:            | 1994. | 2004.   | 2014.   | 2024.   |
| -------------- | ----- | ------- | ------- | ------- |
| Emberek száma: | 358   | 388     | 393     | 417     |
| Eltérés:       |       | +8,37 % | +1,28 % | +6,10 % |

| Év:            | 2023. | 2024. |
| -------------- | ----- | ----- |
| Emberek száma: | 417   | 417   |
| Eltérés:       |       | +0 %  |

1910-ben 232, túlnyomórészt szlovák anyanyelvű lakosa volt.
2001-ben 377 lakosából 376 szlovák volt.
2011-ben 388 lakosából 373 szlovák volt.

## Nevezetességei
- Görögkatolikus temploma 1800-ban épült.